# اوترپس
اوترپس (به فرانسوی: Autreppes) یک کمون در فرانسه است که در ان (ا-دو-فرانس) واقع شده‌است. اوترپس ۶٫۷۸ کیلومتر مربع مساحت دارد ۱۲۱ متر بالاتر از سطح دریا واقع شده‌است.